# Tesoro di Kubrat
Il tesoro di Kubrat è unico e comprende più di 800 oggetti, tra i quali spiccano la spada e l'anello del sovrano della Grande Bulgaria Antica.

## Storia
Fu scoperto per caso nel 1912 vicino a Poltava, quindi nell'Impero russo. Si ritiene che il tesoro fosse nella tomba del khan Kubrat. La spada era un dono dell'imperatore Eraclio I. Il 24 maggio 2019, in occasione della Giornata dell'Illuminismo bulgaro e della cultura e della scrittura slava, per la prima volta dalla loro apertura, la spada e l'anello sono tornati in Bulgaria, a Sofia. Alla presentazione della spada e dell'anello a Sofia ha partecipato il direttore generale dell'UNESCO, Audrey Azoulay.